# Microrégion de Três Passos

Localisation de la microrégion de Três Passos

La microrégion de Três Passos est une des microrégions du Rio Grande do Sul appartenant à la mésorégion du Nord-Ouest du Rio Grande do Sul. Elle est formée par l'association de vingt municipalités. Elle recouvre une aire de 3 856,166 km2 pour une population de 141 637 habitants (IBGE - 2005). Sa densité est de 36,7 hab./km2. Son IDH est de 0,779 (PNUD/2000). Elle est limitrophe avec l'Argentine, par sa province de Misiones, et l'État de Santa Catarina.

## Municipalités[1]
- Barra do Guarita
- Boa Vista do Buricá
- Bom Progresso
- Braga
- Campo Novo
- Crissiumal
- Derrubadas
- Doutor Maurício Cardoso
- Esperança do Sul
- Horizontina
- Humaitá
- Miraguaí
- Nova Candelária
- Redentora
- São Martinho
- Sede Nova
- Tenente Portela
- Tiradentes do Sul
- Três Passos
- Vista Gaúcha

## Microrégions limitrophes
- Frederico Westphalen
- Ijuí
- Santa Rosa
- São Miguel do Oeste (Santa Catarina)